# Mykoła Mołoczkow
Mykoła Mykołajowycz Mołoczkow, ukr. Микола Миколайович Молочков, ros. Николай Николаевич Молочков, Nikołaj Nikołajewicz Mołoczkow (ur. 19 kwietnia 1938 w Odessie, Ukraińska SRR; zm. 30 lipca 2016 w Odessie, Ukraina) – ukraiński piłkarz, grający na pozycji napastnika.

## Kariera piłkarska

### Kariera klubowa
Wychowanek Czornomorca Odessa. Jednak karierę piłkarską rozpoczął w drużynie rezerw Dynama Kijów. Latem 1957 powrócił do Czornomorca Odessa, który wtedy nazywał się Charczowyk Odessa. Przez kolejne dwa i pół roku występował w klubach SKWO Odessa i Szachtar Nowowołyńsk. W latach 1960–1965 z przerwą w 1963 roku ponownie bronił barw Czornomorca Odessa. Oprócz tego, grał w klubach Mołdowa Kiszyniów, Zirka Kirowohrad, Dunajeć Izmaił, Awtomobilist Odessa, Krywbas Krzywy Róg, Zenit Iżewsk i Szachtar Krasnyj Łucz. W 1968 zakończył karierę piłkarską.
30 lipca 2016 zmarł w Odessie w wieku 78 lat.